# Robert P. Flood
Robert P. Flood (* 7. Januar 1949) ist ein US-amerikanischer Nationalökonom und ehemaliger Professor an der Northwestern University in Illinois und an der University of Virginia in Charlottesville.

## Mitgliedschaften
- Economist am National Bureau of Economic Research
- Senior Economist beim Internationalen Währungsfonds

## Veröffentlichungen
- Speculative Bubbles, Speculative Attacks, and Policy Switching zusammen mit Peter M. Garber, MIT Press (Juli 1994), ISBN 0262061694